# Yana Tolkachova
Yana Yúrievna Tolkachova –en ruso, Яна Юрьевна Толкачёва– (Kírovo-Chepetsk, URSS, 22 de enero de 1987) es una deportista rusa que compitió en natación. Ganó una medalla de plata en el Campeonato Europeo de Natación en Piscina Corta de 2003, en la prueba de 400 m estilos.

## Palmarés internacional
| Campeonato Mundial en Piscina Corta | Campeonato Mundial en Piscina Corta | Campeonato Mundial en Piscina Corta | Campeonato Mundial en Piscina Corta |
| Año                                 | Lugar                               | Medalla                             | Prueba                              |
| ----------------------------------- | ----------------------------------- | ----------------------------------- | ----------------------------------- |
| 2003                                | Dublín (Irlanda)                    | Medalla de plata                    | 400 m estilos                       |